# 미나미구 (사카이시)
미나미구(일본어: 南区)는 일본 오사카부 사카이시를 구성하는 7개 구 중 하나이다.
오사카부를 대표하는 뉴타운 중 하나인 센보쿠 뉴타운이 있는 곳으로 알려져 있다. 최근에는 뉴타운의 노후화, 거주자의 고령화, 인구 감소가 진행되고 있다. 2009년 8월 1일을 기점으로 지소 행정 시대를 포함해 항상 시내 선두였던 추계인구에서 기타구에 추월당했다.

## 지리
이시즈강, 와다강의 침식에 의해 생성된 골짜기는 각각 니와곡, 니기다곡으로 불리며 예로부터 취락이 형성되어 있었다. 구릉부에는 산 중턱에서 선단에 걸쳐 센보쿠 뉴타운이 있고 두 골짜기에 의해서 세 지구로 나뉘어 있다.

## 역사
2006년 4월 1일에 사카이시가 정령지정도시로 지정되면서 사카이시청 미나미 출장소 관내의 구역이 미나미구가 되었다.

## 교통

### 철도
- 난카이 전기 철도
  - 센보쿠선
    - (← 나카구 후카이역) - 이즈미가오카역 - 도가미키타역 - 고묘이케역 - (이즈미시 이즈미추오역 →)

### 도로
- 한와 자동차도